# Город под подошвой
«Город под подошвой» — наиболее популярная песня российского музыкального рэпера Мирона Фёдорова (Oxxxymiron), записанная в жанре русского хип-хопа и выпущенная в качестве сингла 21 сентября 2015 года лейблом Booking Machine через сервисы цифровой дистрибуции. Продолжительное время Oxxxymiron исполнял «Город под подошвой» лишь на концертах, официально выпустив трек только спустя около года с его премьеры. Текст был написан самим Фёдоровым, а музыку спродюсировал болгарский битмейкер Александр «Scady» Кузнецов. Вместе с выходом сингла состоялся релиз музыкального видеоклипа, снятого португальским режиссёром Мартином Кондейша и российской студией Fancy Shot, известной по сотрудничеству с группами «Ленинград» и «Сплин». «Город под подошвой» стал последним сольным музыкальным видео, выпущенным Оксимироном до продолжительного творческого перерыва длинной в шесть лет; выход следующего клипа, десятиминутной экранизации песни «Кто убил Марка?», состоялся 1 ноября 2021 года. Позже трек также вошёл в состав третьего микстейпа Оксимирона под названием «Смутное время».
Мирон Фёдоров посвятил песню описанию своей гастрольной жизни и концертных туров. Отчасти это обусловлено тем, что одновременно с релизом «Города под подошвой» артист анонсировал даты проведения и название одноимённого с синглом турне по девяти городам, приуроченного к выходу его второго студийного альбома «Горгород». Текст песни написан хореическим стихом переменного размера, от шести до восьми стоп в строке, преимущественно семистопным, богат метафорами и метонимиями. По мнению филологов, исполнитель в написанном им тексте рефлексирует на тему перемен в обществе, пытается понять свою «миссию» и проанализировать свой жизненный путь, а также противопоставляет элитарную и популярную культуру, как высшую и низшую, соответственно. В своих стихах он также анализирует образ и символ города, предстающий в его строчках как не равный литературному герою рукотворный механизм, из которого он пытается вырваться в некое «прекрасное место».
Сингл оказался успешным. «Город под подошвой» стал одной из наиболее популярных и узнаваемых работ Оксимирона. Музыкальные критики и журналисты сошлись во мнении, что вместе с мини-туром и альбомом «Горгород» «Город под подошвой» перевёл Мирона Фёдорова из малоизвестного андерграундного исполнителя в ряд самых заметных звёзд российской музыкальной индустрии. Помимо журналистов и критиков «Город под подошвой» также оценили и коллеги Оксимирона по музыкальной сфере. Трек и клип на него заняли высокие позиции в журналистских рейтингах и музыкальных чартах, стали объектом для каверов, пародий и мэшапов; «Город под подошвой» использовался в качестве саундтрека на сцене и на телевидении. Музыкальное видео на песню на YouTube набрало более двух миллионов просмотров через неделю после выхода, а по состоянию на 2023 год — более восьмидесяти пяти миллионов просмотров, что сделало клип самой просматриваемой видеоработой рэпера.

## Создание и релиз

### Предыстория
Долгое время, примерно около года, Oxxxymiron «дразнил» поклонников, не выпуская «Город под подошвой» и исполняя его исключительно на своих выступлениях. Концертная версия песни содержала в себе гостевые куплеты Охры (участника дуэта cuts and scratches), Porchy (битмейкера португальского происхождения) и Sedated (американского рэпера).
В то же время Фёдоров разрабатывал второй студийный альбом, выход которого несколько раз откладывался, однако 20 апреля 2015 года стало известно, что его презентация пройдёт 13 и 14 ноября того же года в Санкт-Петербурге («ГлавClub») и Москве (Yotaspace) соответственно. Oxxxymiron также объявил, что в поддержку альбома в ноябре проведёт тур, однако не уточнил количество входящих в него городов, как и его название.
После этого последовала череда релизов совместных треков Оксимирона и других артистов, в которых Мирон значился как приглашённый артист: трек «Дежавю» петербургского рэпера Ригоса (вышедший 29 апреля в рамках альбома «На реальных событиях») и трек «Безумие» у ЛСП (вышедший 16 июля в составе альбома Magic City), ставший летним хитом 2015 года. Последним синглом, предваряющим выпуск «Города под подошвой», стал трек «Лондонград» — саундтрек к одноимённому сериалу, снятому режиссёром Михаилом Идовым по мотивам приключений Оксимирона в Лондоне.

### Запись и выход
Официальный релиз «Города под подошвой» состоялся 21 сентября 2015 года на лейбле Booking Machine через цифровую дистрибуцию и вместо куплетов перечисленных авторов содержал новые, написанные и исполненные самим Оксимироном. За музыкальную составляющую песни отвечал битмейкер из Болгарии Александр «Scady» Кузнецов, также выложивший композицию в своём аккаунте на платформе SoundCloud, добавив тем самым песне более 3,6 млн прослушиваний. Аудиодорожка содержит семпл из трека «Bend Them To Your Will» проекта Sonic Librarian. Одновременно с синглом вышло музыкальное видео на песню. Название песни стало именованием мини-тура по девяти городам в поддержку второго студийного альбома Оксимирона «Горгород», во время которого, однако, звучали не только песни со свежего диска, но и новые работы артиста, не вошедшие в альбом.
Спустя шесть лет после выпуска сингла его сокращённая версия продолжительностью в три минуты и сорок шесть секунд (оригинальная продолжительность была четыре минуты и шесть секунд) вошла в состав третьего микстейпа Оксимирона под названием «Смутное время», релиз которого стал частью рекламной кампании третьего студийного альбома исполнителя, «Красота и уродство». По данным сервиса Tunebat, оригинальная композиция написана в тональности си-бемоль минор, тогда как в микстейпе уже — фа-диез мажор; темп в 90 BPM при этом сохранился.

## Музыкальный клип

В клипе Мирон Фёдоров появляется в футболке с перечёркнутой надписью «Kultizdat». Это слово позже станет названием его творческого объединения

### Съёмки и выход
Изначально предполагалось, что клип снимет режиссёр и видеоблогер Эрик Рикка, известный по работе над интернет-проектом Versus Battle, в том числе над наиболее резонансным выпуском рэп-баттла между Оксимироном и Гнойным. Oxxxymiron брал Эрика в концертные туры для записи видеоматериала для будущего музыкального видео, однако материала набралось настолько много (около четырёх терабайтов за четыре года), что было решено выпускать записи во время тура в качестве «видеодневников». Эрик Рикка был доволен, что экранизацией «Города под подошвой» занялись другие, более опытные, по его мнению, люди. Клип сняли авторы студии Fancy Shot, имевшей опыт работы с российскими рок-группами «Ленинград» и «Сплин». Студия описала работу как музыкальный клип «в стиле роуд-муви с „бесшовными“ переходами между локациями» о «жизни в бесконечном туре».
Выход музыкального видео к «Городу под подошвой» состоялся одновременно с выпуском сингла — 21 сентября 2015 года. Мирон появился в клипе в футболке с перечёркнутой надписью «Kultizdat», впервые показанной аудитории. Затем это слово стало названием творческого объединения, в которое помимо Оксимирона вошли рэпер Loqiemean, битмейкер и музыкант Porchy, а также рок-группа «Пионерлагерь Пыльная Радуга». В клипе присутствует продакт-плейсмент: когда исполнитель идёт по коридору и зачитывает строчки, в кадре появляется холодильник, брендированный как «Балтика Neon Beer», из которого выходит старик. «Город под подошвой» стал последним сольным музыкальным видео, выпущенным Оксимироном до продолжительного творческого перерыва; выход следующего клипа, десятиминутной экранизации сингла «Кто убил Марка?», состоялся 1 ноября 2021 года.

### Просмотры
Через неделю после релиза, а именно 28 сентября, Oxxxymiron в своём аккаунте социальной сети «ВКонтакте» поделился впечатлениями о принятии клипа слушателями: «Два миллиона просмотров за неделю. Охуевший результат даже для топовых артистов мейджор-лейблов», — подводил итоги Мирон Фёдоров, также отметив, что дополнительного веса подобным результатам, по его мнению, даёт малочисленность его творческой команды. На момент 19 апреля 2017 года ролик имел более двадцати пяти миллионов просмотров. 3 ноября того же года, чуть больше двух лет спустя выхода клипа, количество просмотров составляло тридцать четыре миллиона. На 27 апреля ролик насчитывал пятьдесят один миллион просмотров. По состоянию на 26 мая 2023 года музыкальное видео набрало более миллиона лайков и свыше восьмидесяти пяти миллионов просмотров.

## Содержание композиции
Весь мой рэп, если коротко, про то, что

Уж который год который город под подошвой

В гору, когда прёт; потом под гору, когда тошно

Я не то что Гулливер, но всё же город под подошвой

Город под подошвой, город под подошвой

Светофоры, госпошлины, сборы и таможни

Я не знаю, вброд или на дно эта дорожка

Ты живёшь под каблуком, у меня город под подошвой

### Основные мотивы
Текст песни написан самим Мироном Фёдоровым. Как и многие другие композиции он посвятил трек ревизии своих творческих достижений и прогнозам на будущее. Так, фразой «У индустрии нервный тик» музыкант подводит итоги последних, наиболее успешных лет в карьере. Основной же темой трека стали размышления Оксимирона о гастрольной жизни и концертных турах. Этот мотив отражён в припеве — рэпер и его команда «покоряют» города, как бы оставляя их «под подошвой». Они противостоят недосыпу и усталости из-за ранних пробуждений и долгих переездов, стараясь «не свернуть и не сломаться». Высказывалось предположение, что, сравнивая себя с Гулливером, рэпер намекает на свою величину в рамках жанра.
Британские культуролог Анастасия Денисова и политолог Александр Герасименко утверждают, что «Город под подошвой» — песня о гордости, устремлениях и опыте автора, а его рассказ об успехе основан на личных творческих вызовах, тяжёлой гастрольной работе и «поте и страсти», с которыми артист завоёвывает аудиторию. По мнению Ксении Шейхиной из Тольяттинского государственного университета, Мирон Фёдоров, со свойственной ему активной гражданской позицией, в песне «Город под подошвой» чутко реагирует на перемены в социуме (как и в других своих текстах, таких как «Под дождём» и «Fata Morgana»), пытается понять свою миссию и отрефлексировать жизненный путь (так же, как и в треках «В книге всё было по-другому», «Не от мира сего»), презентует трудовую составляющую собственной системы ценностей (аналогично композиции «Полигон»).
По словам сотрудников философского факультета МГУ Михаила Киселёва и Полины Хановой, приведших пример «Города под подошвой» в рамках анализа рэп-баттла между Оксимироном и Гнойным, в строчке «Менестрелю два пути: корпоратив или квартирник» Oxxxymiron противопоставляет элитарную (в лице «квартирника») и популярную культуру (в лице «корпоратива») — между ними для Мирона существует «дистанция», где элитарная культура предстаёт чем-то «высоким», «андеграундным» и независимым от требований рынка.
В песне Oxxxymiron упоминает, что он «был чужой, но Охра, Порчи, Илья нынче больше чем семья». В интервью для The Flow он прокомментировал её смысл: «Нас четверых — та строчка из „Города под подошвой“ чётко очерчивает этот ближний круг — объединяет человеческий фактор. Какими бы разными мы ни были, как бы порой ни срались, но с каждым годом я убеждаюсь, что все мы — хорошие люди. <…> Посмотрите, команды постоянно разваливаются, а почему? Потому что хороших людей мало».

#### Образ города
Филологи Ольга Кублицкая и Марина Комарова в 2017 году на XXI Царскосельских чтениях представили сравнительный анализ использования символа города в работах Оксимирона и поэта Валерия Брюсова. Согласно опубликованному анализу, Брюсов использовал образ города одновременно в качестве значимого фона и действующего лица, в котором литературный герой, не находя знакомых очертаний, легко теряется. Исследователи посчитали, что схожим путём идёт и Мирон. По мнению филологов, рассматривавших «Город под подошвой» в качестве формы побега, город у Мирона Фёдорова являет собой «башню из слоновой кости», из которой герой пытается вырваться в прекрасное место. По предположению учёных, Дон и Волга в первой строчке песни могут символизировать реку Стикс. Согласно сделанным ими выводам, как у Оксимирона, так и у Брюсова город играет роль «горы, обречённой рухнуть». Человек же является потерянной в круговороте городских событий песчинкой, «творцом и продуктом» города.
Кандидат филологических наук Александра Жукова, анализируя концепт города в творчестве рэпера Гуфа (Алексея Долматова), в противовес одушевлению Москвы, с которой лирический герой беседует на равных, упомянула «Город под подошвой» Оксимирона, где город предстаёт рукотворным механизмом, а не равным герою собеседником.
Денисова и Герасименко называют изображение в песне и клипе российской глубинки «мрачным, но реалистичным». По их словам, Оксимирон не критикует, но принимает со сдержанным патриотизмом Россию с её «тоскливыми жилыми кварталами, тёмными силуэтами электростанций и удушливыми андеграундными клу́бами».

### Лингвистический анализ
Дон ли, Волга ли течет; котомку — на плечо.Первая строчка песни

Обложка второго микстейпа Оксимирона «miXXXtape II: Долгий Путь Домой» (2013)

В тексте прослеживаются два основных типа полисемии: метафора и метонимия — явления вторичной номинации, подчёркивающие аспекты объекта (тем самым сокращающие высказывание) и повышающие изобразительность, а следовательно, и усиливающие впечатление на потребителя. Например, на упомянутых в начале песни реках расположены шесть российских городов-миллионников, в которых проходили выступления Оксимирона; таким образом имеет место метонимический перенос с Дона и Волги — на расположенные на них города. В образе котомки на плече усматривается смесь метафоры и метонимии: сравнение гастролей с путешествием странника и одновременно отсылка к обложке «miXXXtape II: Долгий путь домой» (2013) и логотипу одноимённого тура. В рамках интертекстуальности Фёдоров использует прецедентные феномены, в частности, во втором куплете упоминает Сергея Есенина, заодно метафоризируя его. Здесь же осуществляется метонимический перенос с части на целое — с черт «русской глубинки» на Рязанскую область, родину поэта Серебряного века: «Мимо тополей и спелого хлеба полей, // Где привидение Есенина, крест, молебен, елей».

### Стиховедческий анализ
Редакция научно-популярного интернет-издания N + 1 разобрала восьмистрочный рефрен «Города под подошвой» с точки зрения стиховедения в целях определения стихотворного размера текста песни. В посвящённой этому процессу статье автор публикации Дмитрий Иванов (заместитель главного редактора N+1) уточнил, что быстро определить размер современного стихотворения, особенно когда это незафиксированная на бумаге читка, довольно сложно. Для наибольшей наглядности Иванов упорядочил слоги рефрена в форме таблицы, выделив ударные. Автор пришёл к выводу, что «Город под подошвой» написан хореическим стихом переменного размера, от шести до восьми стоп в строке, преимущественно семистопным. Иванов также указал на то, что если вернуться к первой строке рефрена и послушать читку самого Оксимирона, то «несложно заметить, что на месте недостающего слога отчётливо звучит „лишний“ музыкальный такт, восстанавливающий размер строки». Автор отмечает, что метрическую инерцию не обмануть, особенно в тех случаях, когда надо переложить стихи на музыку.

## Восприятие
Музыкальными критиками и другими исполнителями композиция была воспринята положительно, она стала одной из наиболее узнаваемых работ Оксимирона. Музыкальный критик Михаил Козырев назвал клип на «Город под подошвой» аргументом, доказывающим что в современной музыкальной индустрии необязательно наличие лейблов, радиостанций, телеканалов для продвижения творчества, и что с этой задачей ныне можно справиться в рамках сети Интернет. Рецензент сайта Brainsly.net заявил, что хоть возможно «Город под подошвой» идеально подходит для концертных выступлений, в повседневной жизни долго слушать композицию не получится, ибо, по мнению автора, трек посвящён исполнителям, но никак не простым слушателям, для которых тематика песни далека. Клип удостоился похвал за стильную картинку, съёмку и грамотную смену декораций, однако прошлая работа Оксимирона, клип на трек «Лондонград», понравилась рецензенту больше. Авторы новостного сайта «Афиша Daily» охарактеризовали клип как крайне «мощную» и самую серьёзную видеоработу в творческом багаже Мирона Фёдорова и посчитали, что артист в скором времени может встать в один ряд с такими символами музыкального Санкт-Петербурга, как Сергей Шнуров и Александр Васильев.

### Рейтинги и чарты
Виктория Базоева, представляющая музыкальный портал «Звуки.ру», назвала композицию «духоподъемной» и включила её в список «10 лучших треков для путешественников», в который помимо «Города под подошвой» вошли такие песни, как «Про голографических соловьёв» советской и российской рок-группы «Егор и Опизденевшие» и «Alone In Kyoto» французского электронного дуэта Air. По словам Сергея Шарапова, модератора российского комьюнити сайта Genius, «Город под подошвой» был, возможно, первой песней отечественного исполнителя, попавшей в мировой топ Genius, после чего отечественные треки всё чаще стали завоёвывать верхние места в рейтинге.
Согласно данным «YouTube Rewind», клип на «Город под подошвой» занял седьмое место в списке самых вирусных музыкальных видео в России за 2015 год. Издание Rap.ru в своём списке лучших клипов за 2015 год поставило «Город под подошвой» на третье место, назвав данное музыкальное видео «новой высотой» для Мирона и похвалив операторскую работу и монтаж. Российское интернет-издание The Village в списке «Главных постсоветских клипов 2010-х» перечислила «Город под подошвой» среди главных музыкальных видео 2015 года наряду с клипами на треки «Притон» Скриптонита и «Провода» Антохи МС.
| Чарт (2015)                                                        | Высшая позиция |
| ------------------------------------------------------------------ | -------------- |
| Россия (iTunes)                                                    | 3              |
| Россия (Muz.ru: «ТОП-20 Популярных треков по продажам и подписке») | 3              |
| Россия (Muz.ru: «ТОП-30 Стриминг»)                                 | 14             |

### Прочие мнения
Благоприятно о «Городе под подошвой» высказывались музыканты, представители музыкальной индустрии и блогеры. Так, рэпер Баста среди всего творчества Оксимирона выделял «Город под подошвой» как свою самую любимую песню артиста. Он выразил мнение, что она представляет собой верх творческих способностей Мирона, хоть и посчитал, что сам рэпер с ним, скорее всего, не согласится. Рэпер Boulevard Depo в интервью главному редактору интернет-журнала Esquire Russia Сергею Минаеву рассказал, что «Город под подошвой» — единственная песня Мирона, которую он слышал. О сингле также высказалась американская рок-группа Fall Out Boy: они положительно отозвались о песне и о музыкальном клипе, отметили схожесть Мирона с американским рэпером Эминемом и солистом группы Linkin Park Честером Беннингтоном. По их мнению, в песне Мирон занимается самоанализом и рассуждает о себе.
По мнению видеоблогера Дмитрия Ларина, сингл хорошо описывает тяжесть концертной жизни: «Тур — это тяжело. И эти деньги того не стоят, когда у тебя двадцать концертов за тридцать дней. Песня „Город под подошвой“ хорошо объясняет, как это сложно и неудобно». Писательница и поэтесса Стефания Данилова также признавалась, что этот трек находится среди её наиболее любимых композиций.

## Влияние

### Каверы, пародии и мэшапы
В январе 2016 года участники российской металкор-группы Stigmata выложили видео с переаранжированными в жанре ню-метал тремя песни Оксимирона, среди которых помимо «Города под подошвой» оказались треки «Всего лишь писатель» с альбома «Горгород» и «Детектор лжи» с микстейпа «Долгий путь домой».
В апреле того же года бит трека разбирался в YouTube-передаче портала Rap.ru «Сэмплирование», в которой участник группы Dabro Иван Засидкевич собственноручно воссоздал аранжировку «Города под подошвой», в том числе своим голосом сделал вокальный сэмпл.
Видеоблогер Александр Суворов выпустил в апреле 2018 года пародию на «Город под подошвой» под названием «Ездить невозможно». В тексте песни и клипе поднимается проблема труднопроходимости дорог Великого Новгорода и Новгородской области. В частности, автор иронизирует: «Если в Новгород приедет президент, тогда, возможно, я увижу изменения в покрытии дорожном».
Мэшап песен Оксимирона и Верки Сердючки под названием «Всё будет под подошвой» был отмечен «Медузой» в числе лучших интернет-мемов 2021 года.

### Использование в качестве саундтрека
В спектакле Григория Лифанова «Бесы. Осколки фальшивых идей», поставленном на сцене Севастопольского русского драматического театра имени А. В. Луначарского по мотивам соответствующего романа Ф. М. Достоевского, звучат тексты Оксимирона «Где нас нет» и «Мысли пачкают мозги» в первом акте. Урезанный до первого куплета и припева «Город под подошвой» открывает второе действие — под привычный бит исполняется со сцены Глебом Козляевым (в роли идеалиста Кириллова) и Романом Шукри (в роли Шатова), пока не заглушается акапелльной фольклорной многоголосицей и виолончелью.
Трек звучит во вступительной сцене появления высокопоставленного военного служащего во второй серии американского сериала от Netflix «Рекрут» 2022 года наряду с «Knock Me Out» Vintage Trouble и «Grime» Cecil Otter.

## Список композиций
| №  | Название             | Текст песни | Музыка | Длительность |
| -- | -------------------- | ----------- | ------ | ------------ |
| 1. | «Город под подошвой» | Oxxxymiron  | Scady  | 4:06         |

| №   | Название             | Текст песни | Музыка | Длительность |
| --- | -------------------- | ----------- | ------ | ------------ |
| 31. | «Город под подошвой» | Oxxxymiron  | Scady  | 3:49         |

### Комментарии
1. ↑  Версия трека «Дежавю», обрезанная до парта Оксимирона, была выпущена в составе «miXXXtape III: Смутное время» 12 ноября 2021 года.